# Asian Sevens Series 2011
El Asian Sevens Series de 2011 fue la tercera temporada del circuito de selecciones nacionales masculinas asiáticas de rugby 7.

## Calendario
| Torneo                 | Ciudad   | Fecha                               | Campeón       |
| ---------------------- | -------- | ----------------------------------- | ------------- |
| Seven de Shanghai 2011 | Shanghái | 27 de agosto - 28 de agosto         | Corea del Sur |
| Seven de Borneo 2011   | Borneo   | 24 de septiembre - 25 de septiembre | Japón         |

## Tabla de posiciones
| Pos | País                   | CHN | MLS | Puntos |
| --- | ---------------------- | --- | --- | ------ |
| 1   | Japón                  | 10  | 12  | 22     |
| 2   | Hong Kong              | 11  | 10  | 21     |
| 3   | China                  | 8   | 9   | 17     |
| 4   | Filipinas              | 6   | 11  | 17     |
| 5   | Corea del Sur          | 12  | 5   | 17     |
| 6   | Malasia                | 7   | 7   | 14     |
| 7   | Kazajistán             | 9   | 3   | 12     |
| 8   | Taiwán                 | 4   | 8   | 12     |
| 9   | Emiratos Árabes Unidos | 3   | 6   | 9      |
| 10  | Tailandia              | 5   | 2   | 7      |
| 11  | Sri Lanka              | 2   | 4   | 6      |
| 12  | Brunei                 | -   | 1   | 1      |
| 13  | Mongolia               | 1   | -   | 1      |

| Bandera de Japón |
| Campeón Japón    |
| 2º título        |